# Cryptaspasma pullatana
Cryptaspasma pullatana es una especie de polilla del género Cryptaspasma, categorizada en la tribu Microcorsini, de la subfamilia Olethreutinae.

## Distribución
Se distribuye por Australia.

## Taxonomía
Fue descrita por Bradley en 1982 y publicada en (Cryptaspasma), J. Nat. Hist. 16: 377.